# Просторна културно-историјска целина
Просторна културно-историјска целина је једна од четири врсте непокретних културних добара у Србији. Просторне културно-историјске целине могу имати изузетан или велики значај или да буду само заштићена, без назначеног значаја.
Од свих врста непокретних културних добара код просторне културно-историјске целине се најбоље сагледава амбијентална вредност и значај у области урбанизма. 

## Значење појма
Под просторном културно-историјском целином подразумева се „урбано или рурално насеље или њихови делови, односно простор с више непокретних културних добара од посебног културног и историјског значаја“ (Закон о културним добрима Р Србије, 1994).
Као и свако друго културно добро и просторна културно-историјска целина се не сме „оштетити, уништити, нити се без сагласности, у складу с одредбама овог закона, може мењати његов изглед, својство или намена“ (Закон о културним добрима Р Србије, 1994).

## Просторно културно-историјске целине у Србији

### Просторно културно-историјске целине од изузетног значаја у Србији
- Подручје Кнез Михаилове улице у Београду,
- Стара Чаршија Тешњар у Ваљеву,
- Рајачке пивнице код Неготина,
- Рогљевске пивнице код Неготина,
- Штубичке пивнице код Неготина,
- Топчидер у Београду,
- Подручје око Доситејевог лицеја у Београду,
- Стара чаршија у Новом Пазару,
- Стари Рас са Сопоћанима код Новог Пазара (Светска баштина УНЕСКО-а),
- Градско језгро Сремских Карловаца,
- Тврђава и подграђе у Бачу,
- Меморијално-споменички комплекс „Газиместан“ код Приштине.